# Leyes de sodomía en Estados Unidos

Leyes de sodomía en Estados Unidos por el año en el cual fueron derogadas.
Leyes derogadas antes de 1970.
Leyes derogadas entre 1970-1979.
Leyes derogadas entre 1980-1989.
Leyes derogadas entre 1990-1999.
Leyes derogadas entre 2000-2002.
Leyes derogadas por la Corte Suprema de los Estados Unidos en 2003.

Las leyes de sodomía en los Estados Unidos estuvieron generalizadas en todo el territorio de ese país, prohibiendo una gran variedad de prácticas sexuales hasta comienzos del siglo XXI. Aunque con frecuencia estaban dirigidas a prohibir las prácticas sexuales entre personas del mismo sexo, muchos estatutos tenían definiciones mucho más amplias y prohibían prácticas como el sexo oral o el sexo anal hasta entre parejas casadas heterosexuales.
Durante el siglo XX, la gradual liberalización de la moral sexual en Estados Unidos condujo a la eliminación de muchas de estas leyes de sodomía. El tribunal supremo consideró que estas leyes eran constitucionales en su decisión sobre el caso Bowers contra Hardwick en 1986, pero revocó ese veredicto en 2003 en el caso Lawrence contra Texas, derogando las leyes de los catorce estados que aún las tenían (Alabama, Carolina del Norte, Carolina del Sur, Florida, Idaho, Kansas, Luisiana, Míchigan, Misuri, Misisipi, Oklahoma, Texas, Utah y Virginia).
El fallo de la Corte Suprema en el año 2003 fue considerado un completo hito ya que terminó legalizando en todo el territorio estadounidense las relaciones sexuales entre personas del mismo sexo. En el ámbito militar, los miembros del ejército de los Estados Unidos siguieron estando restringidos y sufriendo persecución por los criterios establecidos en la ley Don't ask, don't tell, que estuvo vigente desde 1993 hasta que el presidente Obama la derogara en 2010, terminando con cualquier tipo de restricción a su posterior inaplicabilidad al año siguiente.

## Historia
Las leyes de sodomía se introdujeron en las colonias norteamericanas al imponerse la Buggery act de su metrópoli. Tras la independencia de EE. UU. en 1776 los estados mantuvieron las leyes de sodomía heredadas de la época colonial, que generalmente preveían la pena de muerte para las prácticas homosexuales entre hombres. También eran punibles en la mayoría de los estados las prácticas homosexuales entre mujeres hasta finales del siglo XX, pero las persecuciones eran muy raras y las penas solían ser más benignas que las correspondientes al mismo delito entre hombres. En 1778 Thomas Jefferson elaboró un proyecto de ley para Virginia que contenía la pena de castración para los hombres sorprendidos en prácticas homosexuales. Sin embargo este primer intento de suavizar la ley de sodomía de Virginia fue rechazado por sus legisladores, que continuaron condenando a pena de muerte el delito de sodomía. Inspirándose en los valores de la Ilustración y la Revolución francesa el estado de Pensilvania fue el primero de los 13 estados norteamericanos en abolir la pena de muerte para la sodomía en 1786. En su lugar impusieron una pena de 10 años de cárcel y la confiscación de todos los bienes. Otros estados norteamericanos imitaron este tipo de legislación, aunque algunos como Carolina del Sur, continuaron condenando a los sodomitas a muerte hasta 1873.
Antes de 1962 la sodomía era un delito en todos los estados de EE. UU. y en cada uno se condenaba a distintas penas de prisión o trabajos forzados. En ese año el código penal modelo (CPM), desarrollado por el American Law Institute para promover la uniformidad y modernizar los estatutos de los estados, llegó a un acuerdo de eliminar las prácticas homosexuales consentidas del código penal mientras que convertía en delito el ofrecimiento de sexo homosexual a cambio de dinero. En 1962 Illinois adoptó las recomendaciones del código penal modelo y así se convirtió en el primer estado en dejar de penalizar la sodomía consentida en su código penal, una década antes que cualquier otro estado. Durante años muchos estados no eliminaron sus leyes de sodomía aunque fueron reduciendo sus penas. Cuando llegó la decisión sobre el caso Lawrence en 2003, las penas por la violación de las penas de sodomía variaban mucho de una jurisdicción a otra en aquellos estados que todavía tenían estas leyes. Las penas más duras eran las de Idaho, donde una persona podía llegar a ser condenada a cadena perpetua por sodomía. Le seguía Míchigan con una condena máxima de 15 años de prisión, y la cadena perpetua para los reincidentes. Esto sería derogado en 1987 por el caso Organización para los derechos humanos de Míchigan contra Kelly (1987).
En 2002 36 estados habían eliminado sus leyes de sodomía o sus tribunales las habían derogado. Poco antes de 2003, cuando el tribunal supremo hizo su dictamen, estas leyes no se ponían en práctica en la mayoría de los estados o bien se aplicaban muy selectivamente. Aunque raramente se aplicaran su existencia de este tipo de leyes en los estatutos era usada para justificar la discriminación de los gais y las lesbianas. El 26 de junio de 2003 El tribunal supremo de EE. UU. en su decisión votada 6-3 sobre el caso Lawrence contra Texas derogó la ley de sodomía de Texas, determinando que las conductas sexuales privadas estaban protegidas por el derecho implícito en las Cláusula del proceso debido en la constitución de los Estados Unidos. Esta decisión invalidó las leyes de todos los estados que se aplicaban a todas las prácticas privadas no comerciales entre ciudadanos que consintieran y derogó su propia decisión de 1986 en el caso Bowers contra Hardwick que respaldó la ley de sodomía de Georgia.
Antes de la resolución de 2003, 27 estados, el distrito de Columbia y 4 territorios habían eliminado sus leyes de sodomía por acción legislativa, 9 estados la habían derogado o invalidado por medio de acciones judiciales, 4 estados tenían todavía leyes contra los homosexuales, y 10 estados, además de Puerto Rico y el ejército, tenían leyes de sodomía que se aplicaban a todos sin distinción de su orientación. En 2005 Puerto Rico derogó su ley de sodomía y en 2006 Misuri eliminó su ley contra las prácticas homosexuales. Tres estados todavía no han derogado sus leyes contra las prácticas homosexuales: Oklahoma, Kansas y Texas.

## Leyes estatales anteriores a 2003
En la tabla siguiente aparecen las leyes de sodomía de EE. UU. y lo que penalizaban en los estados y territorios antes de su derogación en 2003:
La tabla indica que prácticas o grupos de personas penalizaba cada ley de sodomía, suponiendo que las prácticas tuvieran lugar en privado y ambos participantes superaran la edad de consentimiento (para las leyes derogadas antes de 1995 no hay una distinción completa disponible). Además se indica el año y la forma en la que fueron derogadas, incluyendo aquellos en las que fueron invalidadas por la resolución de 2003.
| Estado o territorio      | Año de derogación | Sancionaba | Sancionaba | Sancionaba           | Sancionaba                      | Sancionaba      | Invalidada por |
| Estado o territorio      | Año de derogación | Sexo oral  | Sexo anal  | Parejas homosexuales | Parejas heterosexual no casadas | Parejas casadas | Invalidada por |
| ------------------------ | ----------------- | ---------- | ---------- | -------------------- | ------------------------------- | --------------- | --- |
| Alabama                  | 2003              |            |            |                      |                                 |                 | - Corte Suprema de EE. UU. (Lawrence contra Texas) |
| Alaska                   | 1971/ 1980        |            |            |                      |                                 |                 | - Revocación legislativa - 1971: despenalización del sexo oral - 1980: despenalización del sexo anal |
| Arizona                  | 2001              |            |            |                      |                                 |                 | - Revocación legislativa |
| Arkansas                 | 1975/ 2001        |            |            |                      |                                 |                 | - Revocación legislativa (1975, reinstaurada contra el sexo homosexual 1977) - Corte Suprema de Arkansas (Jegley contra Picado) |
| California               | 1976              | N/A        | N/A        | N/A                  | N/A                             | N/A             | - Revocación legislativa |
| Carolina del Norte       | 2003              |            |            |                      |                                 |                 | - Corte Suprema de EE. UU. (Lawrence contra Texas) |
| Carolina del Sur         | 2003              |            |            |                      |                                 |                 | - Corte Suprema de EE. UU. (Lawrence contra Texas) |
| Colorado                 | 1972              | N/A        | N/A        | N/A                  | N/A                             | N/A             | - Revocación legislativa |
| Connecticut              | 1971              | N/A        | N/A        | N/A                  | N/A                             | N/A             | - Revocación legislativa |
| Dakota del Norte         | 1973              | N/A        | N/A        | N/A                  | N/A                             | N/A             | - Revocación legislativa |
| Dakota del Sur           | 1977              | N/A        | N/A        | N/A                  | N/A                             | N/A             | - Revocación legislativa |
| Delaware                 | 1973              | N/A        | N/A        | N/A                  | N/A                             | N/A             | - Revocación legislativa |
| Distrito de Columbia     | 1993              | N/A        | N/A        | N/A                  | N/A                             | N/A             | - Revocación legislativa |
| Florida                  | 2003              |            |            |                      |                                 |                 | - Corte Suprema de EE. UU. (Lawrence contra Texas) |
| Georgia                  | 1998              |            |            |                      |                                 |                 | - Corte Suprema de Georgia (Powell contra Georgia) |
| Guam                     | 1976              | N/A        | N/A        | N/A                  | N/A                             | N/A             | - Revocación legislativa |
| Hawái                    | 1973              | N/A        | N/A        | N/A                  | N/A                             | N/A             | - Revocación legislativa |
| Idaho                    | 2003              |            |            |                      |                                 |                 | - Revocación legislativa (1971, reinstauradas en 1972) - Corte Suprema de EE. UU. (Lawrence contra Texas) |
| Illinois                 | 1962              | N/A        | N/A        | N/A                  | N/A                             | N/A             | - Revocación legislativa (el primer estado en derogarlas) |
| Indiana                  | 1976              | N/A        | N/A        | N/A                  | N/A                             | N/A             | - Revocación legislativa |
| Iowa                     | 1978              | N/A        | N/A        | N/A                  | N/A                             | N/A             | - Revocación legislativa |
| Islas Marianas del Norte | 1983              | N/A        | N/A        | N/A                  | N/A                             | N/A             | - Revocación legislativa |
| Islas Vírgenes           | 1984              | N/A        | N/A        | N/A                  | N/A                             | N/A             | - Revocación legislativa |
| Kansas                   | 2003              |            |            |                      |                                 |                 | - Corte suprema de EE. UU. (Lawrence contra Texas) |
| Kentucky                 | 1992              |            |            |                      |                                 |                 | - Corte Suprema de Kentucky (Kentucky contra Wasson) |
| Luisiana                 | 2003              |            |            |                      |                                 |                 | - Corte Suprema de EE. UU. (Lawrence contra Texas) |
| Maine                    | 1976              | N/A        | N/A        | N/A                  | N/A                             | N/A             | - Revocación legislativa |
| Maryland                 | 1999              |            |            |                      |                                 |                 | - Corte de apelación de Maryland - Schochet contra el estado (1990) (heterosexuales) - Williams contra Glendening (1998) (sexo oral, homosexuales) - Williams contra Glendening (1999) (sexo anal, decreto de consentiento)             |
| Massachusetts            | 2002              |            |            |                      |                                 |                 | - Corte Suprema de Massachusetts (GLAD contra el fiscal general) |
| Míchigan                 | 1990/ 2003        |            |            |                      |                                 |                 | - Corte del 3.er circuito de Míchigan (Organización para los derechos humanos de Míchigan v. Kelley) (1990) solo para el (condado de Wayne) - Tribunal Supremo de EE. UU. (Lawrence contra Texas) (para el resto de Míchigan)           |
| Minnesota                | 2001              |            |            |                      |                                 |                 | - Corte de apelaciones de Minnesota (Doe contra Ventura) |
| Misisipi                 | 2003              |            |            |                      |                                 |                 | - Corte Suprema de EE. UU. (Lawrence contra Texas) |
| Misuri                   | 1999/ 2003        |            |            |                      |                                 |                 | - Corte de apelaciones de Misuri, Distrito occidental (Estado de Misuri contra Cogshell) (1999) (Solo para el distrito occidental) - Corte Suprema de EE. UU. (Lawrence contra Texas) (resto de Misuri) - Revocación legislativa (2006) |
| Montana                  | 1997              |            |            |                      |                                 |                 | - Corte Suprema de Montana (Grcyzan contra el estado) |
| Nebraska                 | 1978              | N/A        | N/A        | N/A                  | N/A                             | N/A             | - Revocación legislativa |
| Nevada                   | 1993              | N/A        | N/A        | N/A                  | N/A                             | N/A             | - Revocación legislativa |
| New Hampshire            | 1975              | N/A        | N/A        | N/A                  | N/A                             | N/A             | - Revocación legislativa |
| Nueva Jersey             | 1979              | N/A        | N/A        | N/A                  | N/A                             | N/A             | - Revocación legislativa |
| Nuevo México             | 1975              | N/A        | N/A        | N/A                  | N/A                             | N/A             | - Revocación legislativa |
| Nueva York               | 1980/ 2000        |            |            |                      |                                 |                 | - Corte de apelaciones de Nueva York (Nueva York contra Onofre) (1980) (excluía a la guardia nacional de Nueva York) - Revocación legislativa, 2000 (aplicada a la guardia nacional)                                                    |
| Ohio                     | 1974              | N/A        | N/A        | N/A                  | N/A                             | N/A             | - Revocación legislativa |
| Oklahoma                 | 1988/ 2003        |            |            |                      |                                 |                 | - Corte apelaciones penales de Oklahoma (Newsom contra el estado) (1988) (heterosexuales) - Corte Suprema de EE. UU. (Lawrence contra Texas) (homosexuales)                                                                             |
| Oregón                   | 1972              | N/A        | N/A        | N/A                  | N/A                             | N/A             | - Revocación legislativa |
| Pensilvania              | 1972/ 1980/ 1995  |            |            |                      |                                 |                 | - Acción legislativa, 1972 (solo para parejas casasdas heterosexuales) - Corte Suprema de Pensilvania (Commonwealth contra Bonadio) (todas las demás relaciones) - Legislative repeal, 1995                                             |
| Puerto Rico              | 1974/ 2003        |            |            |                      |                                 |                 | - Revocación legislativa (1974) (solo para el sexo oral heterosexual) - Corte Suprema de EE. UU. (Lawrence v. Texas) (todas las demás prácticas) - Revocación legislativa (2006)                                                        |
| Rhode Island             | 1998              |            |            |                      |                                 |                 | - Revocación legislativa |
| Samoa Americana          | 1979              | N/A        | N/A        | N/A                  | N/A                             | N/A             | - Revocación legislativa |
| Tennessee                | 1996              |            |            |                      |                                 |                 | - Corte de apelaciones penales de Tennessee (Campbell contra Sundquist) (apelación denegada por la Corte Suprema de Tennessee) |
| Texas                    | 2003              |            |            |                      |                                 |                 | - Corte Suprema de EE. UU. (Lawrence contra Texas) |
| Utah                     | 1971/ 2003        |            |            |                      |                                 |                 | - Revocación legislativa (1971, reinstauradas íntegramente en 1972) - Corte Suprema de EE. UU. (Lawrence contra Texas) |
| Vermont                  | 1977              | N/A        | N/A        | N/A                  | N/A                             | N/A             | - Revocación legislativa |
| Virginia                 | 2003              |            |            |                      |                                 |                 | - Corte Suprema de EE. UU. (Lawrence contra Texas) |
| Virginia Occidental      | 1976              | N/A        | N/A        | N/A                  | N/A                             | N/A             | - Revocación legislativa |
| Washington               | 1976              | N/A        | N/A        | N/A                  | N/A                             | N/A             | - Revocación legislativa |
| Wisconsin                | 1983              | N/A        | N/A        | N/A                  | N/A                             | N/A             | - Revocación legislativa |
| Wyoming                  | 1977              | N/A        | N/A        | N/A                  | N/A                             | N/A             | - Revocación legislativa |

## Ejército de 2003 a 2011
Para las fuerzas armadas la Corte de apelaciones de las fuerzas armadas determinó que la decisión del supremo de Lawrence contra Texas se aplicaba para el artículo 125, que restringía severamente la prohibición anterior sobre sodomía. En los casos Estados Unidos contra Stirewalt y Estados Unidos contra Marcum la corte determinó que «la conducta [sodomía consentida] cae dentro del interés de la libertad identificada por la Corte Suprema», pero terminó diciendo que a pesar de la aplicación de Lawrence al ejército, el artículo 125 puede mantenerse todavía en casos donde hay «factores excepcionales para el ambiente militar» que podrían situar la conducta «fuera de cualquier libertad protegida por el interés reconocido por Lawrence». Ejemplos de tales factores eran la violación, la confraternización, las prácticas públicas, o cualquier otro factor que pudiera afectar adversamente al orden y la disciplina. Se revocaron sentencias de prácticas homosexuales condenadas por los tribunales militares aludiendo al caso Lawrence en los casos Estados Unidos contra Meno y Estados Unidos contra Bullock.
La legislación federal que restringía las prácticas homosexuales en el ejército de EE. UU. (10 U.S.C. § 654 conocida popularmente como Don't ask, don't tell) fue revocada por la Cámara de Representantes el 16 de diciembre de 2010, y por el Senado de Estados Unidos el 18 de diciembre de 2010, y ratificada la derogación por el presidente, Barack Obama, el 22 de diciembre.